# 寺谷弁天
寺谷弁天（てらやべんてん、通称:弁天池）は、神奈川県横浜市鶴見区の住宅街にある小さな池である。過去の寺谷大池の名残りとして残されている。

## 歴史
ここでは寺谷弁天の歴史について説明する。

### 建武時代
寺谷弁天の前身である寺谷大池は、永享年代に寺谷大池があった確証は無いが、建武元年時期には、寺谷大池がすでに存在していたとしている。

### 大正時代(埋め立て)
鶴見川は高低差が少なく海水が逆流しやすいため、農業用水として利用するには不向きであった。そのため鶴見では灌漑用の溜池が多く利用され、寺谷大池もそのうちの一つであった。しかし、工業化が進むと灌漑の必要がなくなったため、大正時代に、池の一部を記念として残し、その他は埋め立てられた。

### 現在
現在の寺谷弁天は、弁財天を祀る神社であり、池の中央の岸近くに四角い弁天島（中島）があり、その上に鉄骨の覆い殿を建て、中に本殿を安置している。